# Jajpurattus incertus
Genre
Espèce
Jajpurattus incertus, unique représentant du genre Jajpurattus, est une espèce d'araignées aranéomorphes de la famille des Salticidae.

## Distribution
Cette espèce est endémique d'Odisha en Inde,. Elle se rencontre à Daltari vers 1 000 m d'altitude dans district de Jajpur.

## Description
La carapace du mâle holotype mesure 1,26 mm de long et l'abdomen 1,18 mm.

## Publication originale
- Prószyński, 1992 : Salticidae (Araneae) of India in the collection of the Hungarian National Natural History Museum in Budapest. Annales zoologici, Warszawa, vol. 44, p. 165-277.